# Alfredo Tomassini
Alfredo Salvador Tomassini Aíta (Lima, 29 de junio de 1964-Ventanilla, 8 de diciembre de 1987), simplemente conocido como Alfredo Tomassini, fue un futbolista peruano. Su último club fue el Alianza Lima, de la primera división del Perú.

## Biografía
Hijo del médico traumatólogo Alfredo Tomassini Gutiérrez y de la modelo lambayecana Hella Aíta Muro, ambos de origen italiano, y hermano de Hella Tomassini. Alfredo nació y creció en el seno de una acomodada familia peruana que residía en el distrito de Miraflores en la ciudad de Lima.
Durante sus primeros años el joven Alfredo destacó en distintos deportes, sobre todo en natación y fútbol. Estudió en el Colegio Markham, considerado uno de los más exclusivos del Perú. Allí coincidió como compañero de estudios de Jaime Bayly (promoción 1981), según versión del propio periodista. Sus últimos años de adolescencia transcurrieron en un dilema interno entre los estudios y el fútbol. Sin embargo, Alfredo terminó decantándose por lo segundo. 
De esa manera en 1983 jugó por el Quinta Reducto de la Liga de Miraflores, y en 1985 se incorporó al Club Esther Grande de Bentín que por entonces disputaba la Interligas de Lima.
A mediados de 1985 fichó con el Club Sporting Cristal recién dirigido por José del Castillo donde hizo su debut, luego contrae una pequeña lesión. Tras no ser titular en 1986 por otra lesión bajo la dirección técnica de Héctor Chumpitaz ni bajo la de Miguel Company en 1987, en agosto es fichado por el Club Alianza Lima tras la recomendación de su expreparador físico Rolando Gálvez y la aprobación de su director técnico Marcos Calderón. 
Realizó su debut con los íntimos el 27 de septiembre de 1987 contra la Asociación Deportiva San Agustín en la segunda fecha del Campeonato Descentralizado. Alianza Lima ganó ese encuentro 2-0 y Tomassini fue autor del segundo gol. Su último partido lo jugó el 8 de diciembre de 1987 (el día de su muerte) contra Deportivo Pucallpa, por la decimoctava fecha del Campeonato Descentralizado, en una victoria de 1-0 favorable a su equipo.

## Clubes
| Club                    | País | Año       |
| ----------------------- | ---- | --------- |
| Quinta Reducto          | Perú | 1983-1984 |
| Esther Grande de Bentín | Perú | 1985      |
| Sporting Cristal        | Perú | 1985-1987 |
| Alianza Lima            | Perú | 1987      |

## Muerte
Falleció el 8 de diciembre de 1987 en la tragedia aérea del Club Alianza Lima, en el mar de Ventanilla, junto con 42 personas entre comando técnico, jugadores, barristas, árbitros y tripulación, tras retornar de la ciudad de Pucallpa, donde Alianza Lima se impuso al Deportivo Pucallpa y alcanzó la punta del Campeonato Descentralizado de aquel año. Su cuerpo nunca fue encontrado.
Tras su fallecimiento, se especuló que Alfredo había sobrevivido junto con el piloto de la nave, Edilberto Villar Molina, y que, incluso, habían sostenido una conversación sujetados a un resto del avión.
Otra leyenda urbana asegura que Alfredo sobrevivió al accidente y que fue enviado a Murcia, España, por la Marina de Guerra del Perú, quien le habría obligado a suplantar su identidad. Esta versión, al igual que todas las especulaciones en torno al trágico final de Alfredo, ha sido desacreditada por la familia Tomassini Aíta, especialmente por su hermana, Hella.